# Gardtjärn
Gardtjärn är en sjö i Arjeplogs kommun i Lappland och ingår i Umeälvens huvudavrinningsområde. Gardtjärn ligger i Laisdalens fjällurskog Natura 2000-område.